# Años 270
Los años 270 o década del 270 empezó el 1 de enero del 270 y terminó el 31 de diciembre del 279.

## Acontecimientos
- En el 271 los alamanes entran en el norte de la península itálica y son derrotados en Fano y Pavía por el emperador Lucio Domicio Aureliano.
- 275-306 - Los emperadores Ilirios acaban con la anarquía restaurando la paz en el imperio romano por medio de la Tetrarquía
- San Eutiquiano sucede a San Félix I como papa en el año 275